# Мирослав Опсеница
Мирослав Опсеница (2. новембар 1981 — 25. мај 2011) био је српски фудбалер. Погинуо је у саобраћајној несрећи у 29. години.